# قاتل (فیلم ۲۰۲۳)
قاتل (کره‌ای: 살수) یک فیلم اکشن-درام تاریخی محصول ۲۰۲۳ سینمای کره جنوبی به نویسندگی و کارگردانی کواک جونگ دئوک با بازی شین هیون-جون، لی مون-شیک و کیم مین کیونگ است. فیلم داستان لی نان، بهترین شمشیرزن چوسون را در مقابل سرنوشتی غیرقابل برگشت در دنیایی پر از هرج و مرج به تصویر می‌کشد.
این فیلم در ۲۲ فوریه ۲۰۲۳ در سینماهای کره جنوبی اکران شد.